# Maatje
Maatje, ett äldre nederländskt mått, brukat i början av 1800-talet, motsvarande omkring 0,1 liter.